# Епархия Халапы

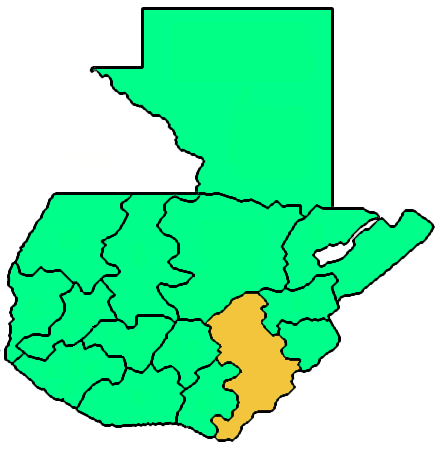
Карта епархии Халапы

Епархия Халапы (лат.  Dioecesis Ialapensis in Guatimala) — епархия Римско-Католической церкви с центром в городе Халапа, Гватемала. Епархия Халапы распространяет свою юрисдикцию на департаменты Халапа, Хутьяпа и Эль-Прогресо. Епархия Халапы входит в митрополию Гватемалы. Кафедральным собором епархии Халапы является церковь Пресвятой Девы Марии.

## История
10 марта 1951 года Римский папа Пий XII издал буллу Omnium in catholico, которой учредил епархию Халапы, выделив его из архиепархии Гватемалы.

## Ординарии епархии
- епископ Miguel Ángel García y Aráuz (11.04.1951 — 29.01.1987);
- епископ Jorge Mario Ávila del Águila (29.01.1987 — 5.12.2001);
- епископ Julio Edgar Cabrera Ovalle (5.12.2001 — 30.03.2020, в отставке);
- епископ José Benedicto Moscoso Miranda (30.03.2020 — по настоящее время).

## Источник
- Annuario Pontificio, Libreria Editrice Vaticana, Città del Vaticano, 2003, ISBN 88-209-7422-3
- Булла Omnium in catholico, AAS 43 (1951), стр. 357  (лат.)